# Saint-Michel-d'Aurance
Saint-Michel-d'Aurance är en kommun i departementet Ardèche i regionen Auvergne-Rhône-Alpes i sydöstra Frankrike. Kommunen ligger  i kantonen Le Cheylard som ligger i arrondissementet Tournon-sur-Rhône. År 2022 hade Saint-Michel-d'Aurance 262 invånare.

## Befolkningsutveckling
Antalet invånare i kommunen Saint-Michel-d'Aurance
Referens: INSEE